# 94
94（九十四、きゅうじゅうし、きゅうじゅうよん、ここのそじあまりよつ）は自然数、また整数において、93の次で95の前の数である。

## 性質
- 94 は合成数であり、正の約数は 1, 2, 47, 94 である。
  - 約数の和は144。
    - 約数の和が平方数になる7番目の数である。1つ前は81、次は115。

  - 約数の個数が3連続(93,94,95)で同じになる3番目の中央の数である。1つ前は86、次は142。
- 94 = 2 × 47
  - 33番目の半素数である。1つ前は93、次は95。
  - 9 + 4 = 2 + 4 + 7 より6番目のスミス数である。1つ前は85、次は121。
- 94 は偶数で12番目のノントーティエントである。1つ前は90、次は98。
- 1/94 = 0.01063829787234042553191489361702127659574468085… (下線部は循環節で長さは46)
  - 逆数が循環小数になる数で循環節が46になる2番目の数である。1つ前は47、次は139。
- n = 94 のときの n! − 1 で表せる 94! − 1 は11番目の階乗素数である。1つ前は38、次は166。(オンライン整数列大辞典の数列 A002982)
- 942 + 1 = 8837 であり、n2 + 1 の形で素数を生む19番目の数である。1つ前は90、次は110。
- 各位の和が13になる6番目の数である。1つ前は85、次は139。
- 10進数3桁において完全数 6 の補数である。(例. 94 + 6 = 100)
- 94 = 22 + 32 + 92 = 32 + 62 + 72
  - 3つの平方数の和2通りで表せる15番目の数である。1つ前は90、次は98。(オンライン整数列大辞典の数列 A025322)
  - 異なる3つの平方数の和2通りで表せる8番目の数である。1つ前は90、次は98。(オンライン整数列大辞典の数列 A025340)
  - 94 = 22 + 32 + 92
    - n = 2 のときの 2n + 3n + 9n の値とみたとき1つ前は14、次は764。(オンライン整数列大辞典の数列 A074531)

  - 94 = 32 + 62 + 72
    - n = 2 のときの 3n + 6n + 7n の値とみたとき1つ前は16、次は586。(オンライン整数列大辞典の数列 A074555)
- 94 = 53 − 52 − 5 − 1
  - n = 5 のときの n3 − n2 − n − 1 の値とみたとき1つ前は43、次は173。(オンライン整数列大辞典の数列 A083074)

## その他 94 に関連すること
- 原子番号 94 の元素はプルトニウム (Pu)。
- 第94代天皇は後二条天皇である。
- 交響曲第94番 (ハイドン)
- 日本の第94代内閣総理大臣は菅直人である。
- 第94代ローマ教皇はステファヌス3世（在位：768年8月7日～772年1月24日）である。
- クルアーンにおける第94番目のスーラは胸を広げるである。